# Jerzy Chmielewski (1904-1966)
Jerzy Chmielewski (ur. 1904 we Lwowie, zm. 1 sierpnia 1966 w Rio de Janeiro) – podróżnik, ekonomista, dyrektor Izby Przemysłowo-Handlowej Polsko-Brazylijskiej, więzień w obozie koncentracyjnym Auschwitz-Birkenau, w II Oddziale KG AK kierował Komisją Badawczą zajmującą się rozpracowaniem broni V-2.

## Życiorys
W 1919 jako harcerz wziął udział w wojnie polsko-bolszewickiej, a potem w I powstaniu śląskim. Po zdaniu matury w Warszawie (1923) wyjechał do Brazylii, gdzie pracował jako robotnik portowy, mierniczy, a potem zajmował się eksploatacją kauczuku w Amazonii. Po powrocie w 1926 do Polski (1936) studiował na SGGW i Szkole Rolniczej w Dublanach.
Jako członek Ligi Morskiej i Kolonialnej wziął udział w  wyprawach do Afryki, których celem było poszukiwaniu kolonii dla Polski. W latach 1928–1929 jako pełnomocnik spółki terenowej wziął udział w ekspedycji Franciszka Łypa do Angoli. Podróż opisał w wydanej przez Arcta w dwóch tomach książce Angola : notatki z podróży po Afryce. Książka była reklamowana jako pierwsza polska książka o Angoli.
W 1932 wyjechał z żoną do Angoli, gdzie przygotowywał plany zakładania plantacji kawy i ryżu. Równocześnie studiował tropikalne rolnictwo. Na polecenie Ligi Morskiej i Kolonialnej w 1934 wyjechał do Liberii, gdzie z grupą kolonistów karczował dziewiczą puszczę i zakładał plantacje kawy i koli. Po zachorowaniu na czarną febrę musiał wyjechać z Afryki. W latach 1936–1939 jako dyrektor Izby Przemysłowo-Handlowej Polsko-Brazylijskiej przebywał w Rio de Janeiro. W 1939 wrócił z rodziną do kraju.
Po wybuchu II wojny światowej działał w wywiadzie ZWZ-AK, współpracując z ppłk. Marianem Drobikiem, który pełnił funkcję szefa wywiadu KG ZWZ-AK, a po jego aresztowaniu z Kazimierzem Irankiem-Osmeckim.
Kierował Biurem Studiów Gospodarczych „Arka”, które interpretowało dla Londynu dane z gospodarki niemieckiej zebrane przez polski wywiad, przygotowując raporty o stanie niemieckiej gospodarki. Pracował również przy rozpracowywaniu niemieckiej broni rakietowej V-2, ale we wrześniu 1942 został aresztowany. Początkowo osadzono go na Pawiaku, a potem wysłano do Oświęcimia, gdzie pod nr 121390 przebywał do 4 marca 1944. Dzięki łapówce wręczonej Niemcom w Warszawie wypuszczony z Oświęcimia jako świadek w śledztwie prowadzonym w jakiejś innej sprawie.
Ponownie działał w II Oddziale KG AK, obejmując kierownictwo Komisji Badawczej zajmującej się rozpracowaniem broni V-2. Po rozpracowaniu razem z jej najistotniejszymi fragmentami i dokumentacją techniczną przerzucono Chmielowskiego „III Mostem” do Londynu. Posługiwał się tam nazwiskiem Rafał Meduniecki.
W kwietniu 1945 wyjechał do Brazylii, gdzie założył własną firmę handlową. Po kilku latach zajął się administracją farmy hodowlanej. Po powrocie do Rio de Janeiro został doradcą ekonomicznym w banku CLLC Bank. Po ukończeniu kursu ekonomii i organizacji pracy na Harvardzie został doradcą w dwóch instytucjach finansowych. Pod koniec życia badał wykorzystanie bogactwa rybnego Brazylii. Na polecenie rządu brazylijskiego przygotował projekt rozwoju i udoskonalenia rybołówstwa, a rząd przyjął nowy kodeks rybny.
Miał żonę Jadwigę i syna Jacka. Został pochowany na cmentarzu São João Batista.

## Odznaczenia
- Order Virtuti Militari V klasy nadany przez Rząd RP na uchodźstwie[1]
- Krzyż Walecznych (dwukrotnie)[1]
- Medal Wybitnej Służby (D.S.M)[1]